# R-5 Pobeda
El R-5 Pobeda (victoria, en ruso) fue un misil balístico soviético de alcance medio desarrollado durante la Guerra Fría. A la versión R-5M se asignó la designación OTAN SS-3 Shyster y llevaba el número GRAU 8K51. 

## Historia y desarrollo

La imagen muestra un desfile de misiles en Moscú en 1964.

El R-5 fue originalmente desarrollado por el OKB-1 como un misil de única etapa con una ojiva desacoplable al reentrar en la atmósfera. Fue el último misil en ser desarrollado a partir de la tecnología del misil alemán V2. Se desarrollaron varias versiones del R-5. La versión original estaba diseñada para portar una ojiva radiológica, y el R-5M una ojiva nuclear. El R-5M fue el primer misil nuclear desplegado por la Unión Soviética. Aunque con una mayor carga ofensiva y peso, era más fiable que su predecesor. Los misiles posteriores utilizarían diseños distintos para el motor y diferentes propelentes.
Este misil fue la continuación del desarrollo del R-3. La fase de diseño fue autorizada mediante un decreto el 20 de octubre de 1951, junto con el R-11. Debido a que gran parte del trabajo ya estaba hecho, el diseño finalizado se presentó el 30 de noviembre de 1951. El trabajo sobre la ojiva radiológica comenzó a principios de los años 1950, pero no llegó a entrar en servicio.
Las primeras pruebas estáticas de los misiles tuvieron lugar entre diciembre de 1951 y febrero de 1952. Las pruebas continuaron entre 1953 y 1955, tras lo cual el misil fue aceptado para uso militar. De la versión original apenas entraron unos pocos en servicio, a favor de la versión con ojiva nuclear R-5M, que entró en servicio el 21 de mayo de 1956 y de los que se desplegaron 48 unidades entre 1956 y 1967. El R-5M le proporcionó a la Unión Soviética la capacidad de atacar varios objetivos estratégicos en Europa. En 1959 fue instalado en Vogelsang, Zehdenick, República Democrática Alemana - la primera base de misiles nucleares soviéticos fuera de la Unión Soviética. Montar un misil R-5M llevaba unas dos horas. Fueron retirados en 1983.
R-5 también fue una denominación alternativa para el misil aire-aire Kaliningrad K-5.

## Especificaciones

Un R-5 Pobeda.

### R-5
- Apogeo: 300 km
- Empuje en despegue: 430,1 kN
- Masa total: 28.625 kg
- Diámetro: 1,65 m
- Longitud total: 21,34 m
- Envergadura: 1,68 m
- Ojiva: 1350 kg
- Alcance máximo: 1.190 km
- CEP: 5,16 km
- Velocidad máxima: 10.980 km/h
- Propelentes: oxígeno líquido y alcohol.

### R-5M
- Apogeo: 500 km
- Empuje en despegue: 420 kN
- Masa total: 28.610 kg
- Diámetro: 1,65 m
- Longitud total: 20,75 m
- Ojiva: 1350 kg
- Alcance máximo: 1.200 km
- Propelentes: oxígeno líquido y alcohol.